# Programme national de l'alimentation scolaire intégré
Le Programme national de l'alimentation scolaire intégré (PNASI) est un programme gouvernemental béninois lancé en 2017 visant à faciliter l'accès et la rétention des enfants à l'école à travers la mise en place de cantines scolaires. Mis en œuvre en partenariat avec le Programme alimentaire mondial (PAM), ce programme constitue l'une des initiatives phares du gouvernement béninois dans le secteur de l'éducation et de la lutte contre la malnutrition.

## Histoire

### Antécédents
Le gouvernement béninois intervient dans les programmes d'alimentation scolaire depuis les années 2000, accompagné par plusieurs partenaires dont le PAM, le Catholic Relief Services (CRS) et le Partenariat mondial pour l'éducation (PME).
Pour coordonner ces différents partenariats, l'État a créé en 2013 une Direction de l'alimentation scolaire (DAS) rattachée au ministère des enseignements maternel et primaire. Cependant, les faibles capacités de cette structure ont conduit à la nécessité de réformer le système.

### Lancement du PNASI
Le Programme National de l'Alimentation Scolaire Intégré a été officiellement lancé en septembre 2017, à la suite de la signature d'un accord de partenariat entre le gouvernement du Bénin et le PAM le 20 juillet 2017.
Cette initiative s'inscrit dans la lignée des orientations de l'Union africaine, notamment la décision prise en janvier 2016 par les chefs d'État et de gouvernement africains lors de la 26ème session à Addis-Abeba.

## Objectifs

### Objectif principal
Le PNASI vise à faciliter l'accès et la rétention des enfants à l'école à travers plusieurs composantes intégrées :
L'approvisionnement et le fonctionnement des cantines scolaires ;
La mise en place d'activités multisectorielles à l'échelle des écoles (santé, hygiène, agriculture) ;
L'appui aux groupements de producteurs pour un approvisionnement local des cantines.

### Objectifs spécifiques
Le programme est conçu pour :
Augmenter le taux de scolarisation et de rétention des enfants à l'école ;
Renforcer l'assiduité et les résultats scolaires ;
Contribuer à l'atteinte de l'Objectif de Développement Durable (ODD) 2 relatif à « Faim Zéro »
Lutter contre l'abandon scolaire et la malnutrition.

## Évolution et résultats

### Progression de la couverture
Le PNASI a connu une expansion remarquable depuis son lancement :
2016 : 1 579 écoles dotées de cantines scolaires avec 276 132 écoliers bénéficiaires
2018 : Plus de 320 000 apprenants bénéficiant de repas chauds quotidiens dans 68 communes
2020 : Couverture moyenne de 54% des écoles au 31 décembre
2022 : 5 349 écoles bénéficiaires
2021-2022 : Taux de couverture de 75%

### Bénéficiaires actuels
À partir de 2023, plus d'un million d'écoliers bénéficient du programme des cantines scolaires, représentant une augmentation significative par rapport aux 320 000 bénéficiaires de 2018.

## Financement

### Budget gouvernemental
L'engagement financier du gouvernement béninois dans le PNASI a considérablement augmenté. Le budget alloué aux repas scolaires est passé de 1 milliard de francs CFA à 7 milliards de francs CFA par an, témoignant de la priorité accordée à ce programme par l'administration du président Patrice Talon.

### Partenariat avec le PAM
Le Programme alimentaire mondial assure la mise en œuvre technique du programme en partenariat avec le gouvernement béninois. Cette collaboration permet de bénéficier de l'expertise internationale du PAM en matière d'alimentation scolaire,.

## Organisation et gouvernance

### Tutelle ministérielle
Le PNASI est placé sous la tutelle du Ministère des Enseignements maternel et primaire (MEMP).

### Transfert vers l'ANAN
En 2024, le gouvernement a entamé un processus de transfert de la gestion du PNASI vers l'Agence nationale de l'Alimentation et de la Nutrition (ANAN). Cette transition vise à renforcer la gouvernance du programme et à consolider les acquis obtenus.

## Approche intégrée

### Production locale
Le PNASI privilégie une approche basée sur la production locale, associant les producteurs béninois à l'approvisionnement des cantines scolaires. Cette stratégie permet de :
Soutenir l'économie locale
Garantir la fraîcheur des produits
Réduire les coûts de transport
Promouvoir les habitudes alimentaires locales

### Activités multisectorielles
Le caractère "intégré" du programme se manifeste par l'inclusion d'activités complémentaires dans les écoles :
Programmes de santé scolaire
Éducation à l'hygiène
Activités agricoles et jardins scolaires
Sensibilisation nutritionnelle

## Impact et reconnaissance

### Reconnaissance internationale
Les performances du PNASI ont été saluées par la Directrice exécutive du PAM qui a félicité le Bénin pour ses "progrès remarquables".

### Partage d'expérience
Le Bénin est devenu un pays de référence en matière d'alimentation scolaire en Afrique, partageant son expérience lors de réunions régionales des représentants du PAM en Afrique de l'Ouest et du Centre.

## Objectifs futurs

### Couverture universelle
Le gouvernement béninois s'est fixé l'objectif ambitieux d'atteindre une couverture de 100% des écoles primaires à partir de la rentrée 2023-2024, et de maintenir ce niveau jusqu'en 2026 sous le leadership du président Patrice Talon

### Renforcement des capacités
Des ateliers de renforcement des capacités nationales sont régulièrement organisés pour optimiser la mise en œuvre du programme.

## Défis et enjeux

### Coordination des acteurs
Le PNASI fait partie d'un écosystème plus large comprenant quatre programmes de cantines scolaires développés au Bénin (Gouvernement, PAM, CRS, PME), couvrant ensemble 30% des écoliers avant l'expansion du PNASI.

### Transition institutionnelle
Le transfert de la gestion du PNASI vers l'ANAN représente un défi majeur nécessitant :
La préservation des acquis
La capitalisation des expériences
La formation des nouveaux gestionnaires
Le maintien de la qualité du service